# Juan Curcuas (general)
Juan Curcuas (en griego: Ἰωάννης Κουρκούας; transliteración: Ioánnes Kourkoúas) fue un general del Imperio bizantino que destacó por sus victorias contra los Estados musulmanes situados al oriente del Imperio. Sus triunfos transformaron definitivamente el curso de las guerras árabo-bizantinas, las mismas que se prolongaron por varios siglos marcando el inicio de la era de conquistas bizantinas del siglo X.
Juan provenía de la Familia Curcuas, de origen armenio, que dio notables generales bizantinos. Mientras servía como comandante de uno de los regimientos de la guardia imperial, llegó a contarse entre los más cercanos colaboradores del emperador Romano I Lecapeno (920-944), a quien incluso favoreció en su ascenso al trono. En 923, obtuvo el nombramiento de comandante en jefe de los ejércitos bizantinos acantonados a lo largo de la frontera oriental, frente al Califato abásida y a diversos emiratos árabes semiautónomos. Mantuvo este puesto por más de veinte años, en los que consiguió triunfos militares decisivos que alteraron el equilibrio estratégico de la región.
Durante el siglo IX, el Imperio bizantino había recuperado gradualmente su poderío y estabilidad interna, mientras que el Califato se había debilitado y fracturado. Bajo el liderazgo de Curcuas, el ejército imperial penetró en los territorios musulmanes, por primera vez en casi doscientos años, y expandió las fronteras del Imperio. Se lograron conquistar los emiratos de Melitene y Ḳālīḳalā, lo que extendió su poderío hasta el Alto Éufrates y la Armenia Occidental. Los principados íberos y armenios que no habían sido absorbidos en el territorio imperial, se convirtieron en súbditos bizantinos.
Curcuas también jugó un papel en la derrota de una gran expedición de los rus' en 941 y contribuyó con la recuperación del «Mandylion de Edesa», una reliquia sagrada que se creía representaba el rostro de Jesucristo. Fue retirado del cargo en 944 como resultado de las intrigas de los hijos de Romano I Lecapeno, pero recuperó la confianza imperial durante el reinado de su sucesor, Constantino VII, de quien llegó a ser embajador en 946. Se desconoce lo que le ocurrió posteriormente.

## Biografía

### Primeros años

Armenia entre 750 y 885, antes del periodo expansionista bizantino.

La noble familia armenia Curcuas, –cuyo apellido original, Gurgen (en armenio: Գուրգեն), fue helenizado a Curcuas– se labró un puesto destacado en la aristocracia militar y latifundista de la Anatolia del siglo IX. Junto con Juan Curcuas, surgieron personajes que destacaron dentro de la política bizantina, como su homónimo abuelo, quien había sido comandante del selecto tagma de hikanatoi durante el reinado de Basilio I (867-886), su hermano Teófilo Curcuas, que descolló como general, su propio hijo, Romano Curcuas, y su sobrino nieto, Juan Tzimisces, que reinó como emperador entre 969 y 976.

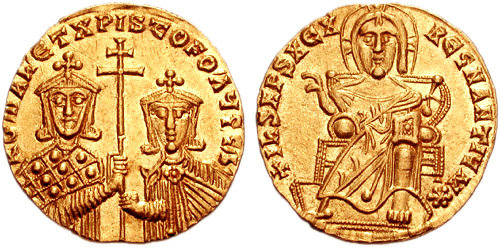
Sólido de oro de Romano I con su hijo y coemperador Cristóbal Lecapeno.

Poco se sabe sobre los primeros años de Juan Curcuas, salvo que nació en Docea (más tarde nombrada Tokat), en la región de Dárbidos, parte del Tema armeníaco, y que su padre era funcionario del palacio imperial. Su educación estuvo a cargo de su pariente Cristóbal, obispo de Gangra. Durante la regencia de Zoe Karbonopsina (914-919), fue nombrado comandante (drungario de la guardia) del tagma de élite Vigla, de la guardia imperial del palacio.
Curcuas aprovechando el nuevo puesto, apoyó a su compañero armenio, el almirante Romano I Lecapeno, y arrestó a varios oficiales superiores que se le oponían. Este hecho permitió a Lecapeno sustituir como regente a la emperatriz Zoe en 919, para después asumir gradualmente más poderes hasta ser coronado emperador en diciembre del año siguiente. El nuevo soberano recompensó a Curcuas con el cargo de doméstico de las escolas, lo que en la práctica era equivalente a comandante en jefe de todos los ejércitos imperiales de Anatolia. Según la crónica de Teófanes Continuatus, mantuvo ese puesto durante veintidós años y siete meses.
Durante los primeros años del mandato de Curcuas, los bizantinos estuvieron ocupados principalmente en las guerras en los Balcanes contra el Primer Imperio búlgaro. En 917, la emperatriz concertó una tregua con el califa en Bagdad y ordenó transferir gran parte de los ejércitos del este al oeste, con el propósito de atacar a los búlgaros. El resultado la derrota de las fuerzas bizantinas en la batalla de Aqueloo, en agosto de ese mismo año, y una constante preocupación por su frontera occidental durante la siguiente década. La primera misión de Curcuas como doméstico de las escolas consistió en sofocar la revuelta de Bardas Boilas, el strategos (gobernador militar) del Tema de Caldia, un área de gran importancia estratégica en la frontera del noreste de Anatolia. Cumplió rápidamente este cometido, y su hermano, Teófilo Curcuas, sustituyó a Boilas como gobernador de Caldia. Como comandante del sector septentrional de la frontera oriental, Teófilo prestó un importante apoyo a las campañas de su hermano.

### Primer sometimiento de Melitene y campañas en Armenia

Mapa de los temas (regiones militares) bizantinos en 1025.

Después de las conquistas musulmanas de mediados del siglo VII, el conflicto bizantino-árabe se caracterizó por constantes incursiones y contraataques a lo largo de una frontera relativamente estable, definida de facto por la línea conformada por las cadenas montañosas de Tauro y Antitauro. Solo después de 863, con la victoria en la batalla de Lalakaon, los bizantinos empezaron a recuperar paulatinamente algunos territorios perdidos, emprendieron incursiones en el interior de Siria y Mesopotamia, y se anexionaron el Estado pauliciano, alrededor de Tefrique (posterior Divriği, en la provincia turca de Sivas). Además, según el historiador Mark Whittow, «en 912, los árabes habían quedado atrapados detrás de [los montes] Tauro y Antitauro», animando a los armenios a cambiar su lealtad del Califato abasí al Imperio, a cuyo servicio ingresaron en números crecientes.
El progresivo declive del califato abasí facilitó el resurgimiento del poder bizantino, particularmente durante el reinado de Al-Muqtadir (908-932), en el cual, el gobierno central enfrentó varias revueltas. En los territorios fronterizos del califato, la relajación del control central propició la aparición de varios Estados semiautónomos. Por añadidura, el tratado de paz acordado con los búlgaros después de la muerte del zar Simeón permitió que la atención y los recursos del Imperio se volcaran en el oriente.

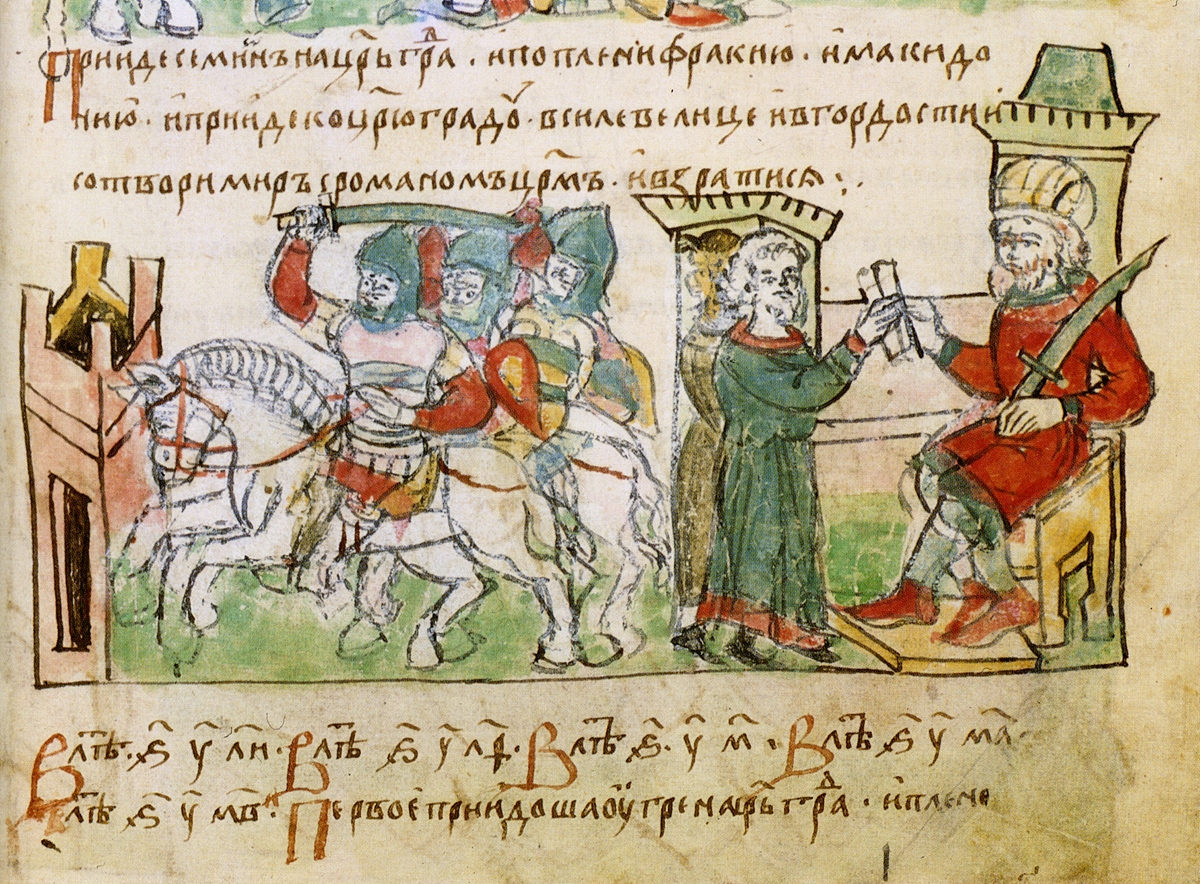
Ilustración del mostrando a Romano I Lecapeno en negociaciones con Simeón I de Bulgaria en torno a 922-924.

En 925, Romano Lecapeno sintió que poseía el poder suficiente para exigir el pago de tributos a las ciudades musulmanas ubicadas en la orilla occidental del Éufrates. Cuando estas rechazaron la exigencia el año siguiente, Curcuas atravesó la frontera al frente de un ejército, apoyado por un contingente armenio comandado por el estratega del Tema de Licando, Melias. Curcuas marchó sobre Melitene (más tarde llamada Malatya), entonces capital de un emirato que hacía mucho tiempo era especialmente molesto para los bizantinos. Las tropas bizantinas arrasaron la ciudad, pero la ciudadela resistió. El conflicto acabó con un tratado por el cual el emir aceptaba convertirse en tributario del Imperio.
Entre 927 y 928, Curcuas emprendió una incursión de gran envergadura en el interior de la Armenia todavía controlada por los árabes, tomó Samósata, importante reducto enemigo en el Éufrates, y avanzó hasta la capital armenia de Dvin. Sin embargo, una contraofensiva árabe forzó a los bizantinos a retirarse de Samósata días después de haberla conquistado. Dvin fue abandonada también, con gran pérdida de vidas. A la vez, los árabes de Tarso realizaron varias correrías exitosas en el interior de la Anatolia meridional. Los bizantinos centraron entonces su atención en el sur de Armenia, saquearon la región del lago de Van y se apoderaron de  Jliat, lo cual desencadenó el éxodo de los musulmanes de la región. Esta incursión, a más de quinientos kilómetros fuera de sus fronteras, contrastaba fuertemente con la actitud puramente defensiva que habían mantenido durante los siglos anteriores y evidenciaba las nuevas capacidades del ejército imperial. Sin embargo, el hambre existente en Anatolia y las exigencias de las campañas en el Catapanato de Italia debilitaron a las fuerzas de Curcuas. Muflij-las-Sadji, un familiar del emir de Azerbaiyán, desbarató la campaña armenia de 929 y obligó a Curcuas a retirarse.
En 930, Melias atacó nuevamente Samósata, pero sufrió una seria derrota, y como consecuencia, fueron hechos prisioneros varios de sus principales oficiales, entre los cuales se contaba su propio hijo. Estos cautivos fueron enviados prontamente a Bagdad. Ese mismo año, Curcuas y su hermano Teófilo cercaron Teodosiópolis (posteriormente denominada Erzurum), capital del emirato de Kalikala. La campaña se complicó por las intrigas de sus aliados, los gobernantes ibéricos de Tao-Klarjeti. Descontentos por la extensión de la autoridad bizantina a los territorios adyacentes a sus propias fronteras, los íberos habían enviado suministros a la ciudad sitiada. Los bizantinos conquistaron la urbe y sus coligados les reclamaron que les entregasen varias metrópolis capturadas, pero, cuando efectivamente se les cedió una de ellas, el fuerte de Mastato, se apresuraron a devolvérsela a los árabes. Curcuas no reaccionó a esta afrenta, pues necesitaba mantener a los íberos apaciguados y sabía que los príncipes armenios observaban atentamente su conducta. Tras varios meses de asedio, Teodosiópolis cayó en la primavera de 931 y se convirtió en tributaria del Imperio. Sin embargo, sostener el control tanto en Teodosiópolis como en Melitene resultó bastante difícil y la población permaneció inquieta. En 939, una revuelta popular expulsó a los bizantinos de Teodosiópolis, y Curcuas solamente pudo someterla 949, incorporándola al Imperio. Asimismo, logró expulsar a la población musulmana de la ciudad, la cual fue reemplazada por colonos griegos y armenios.

### Conquista definitiva de Melitene

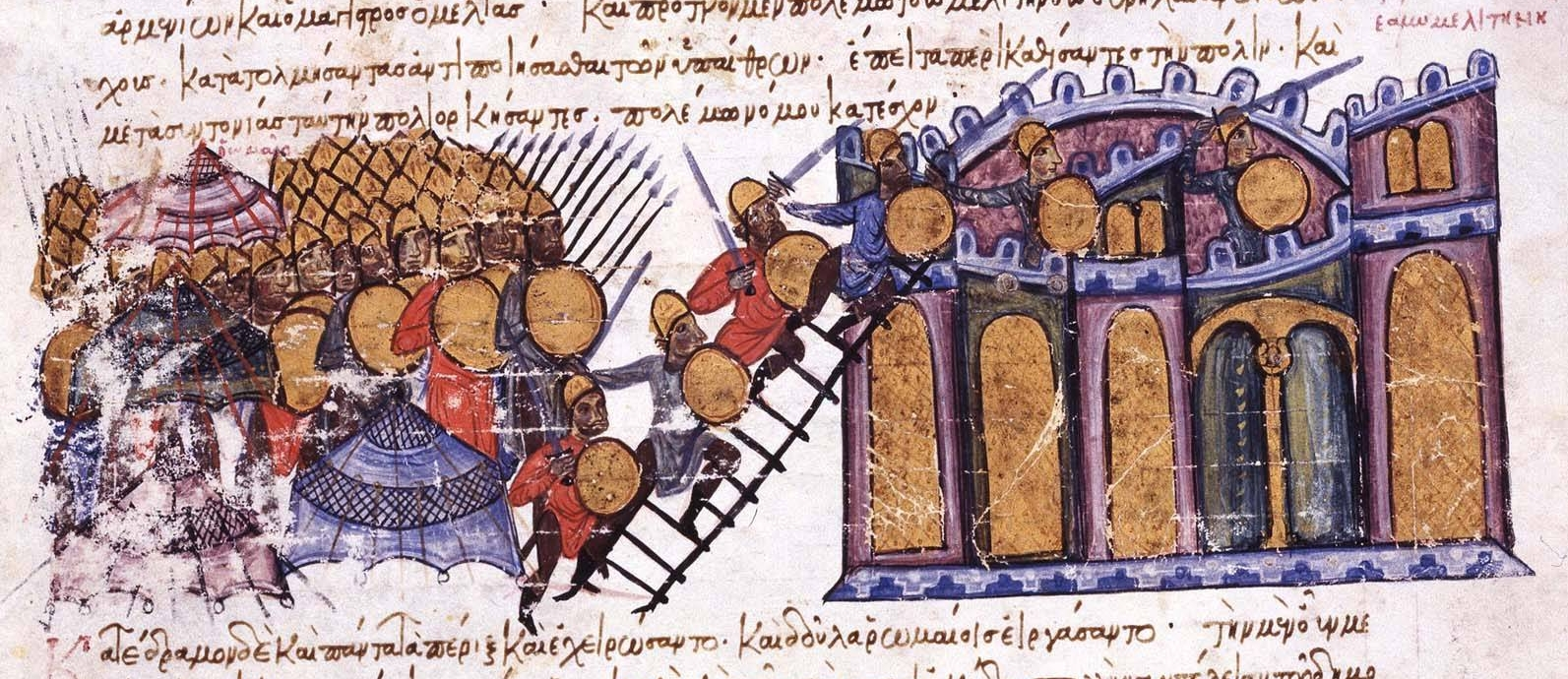
La caída de Melitene. Manuscrito Madrid Skylitzes.

Luego de la muerte del emir Abu Hafs en 928, Melitene se rebeló contra los bizantinos. Tras diversas tentativas fallidas para capturarla –como un intento de infiltración de Melias, quien disfrazó a sus hombres como albañiles– las fuerzas imperiales establecieron un anillo de fortalezas en las colinas que rodean la planicie de Melitene y se dedicaron a devastar metódicamente la región. A inicios de 931, los habitantes de la ciudad habían claudicado y aceptado pagar tributo al imperio, e incluso suministrar un contingente militar para combatir a las órdenes de Constantinopla.
Los demás estados musulmanes no se quedaron de brazos cruzados: en marzo, lanzaron tres incursiones sucesivas en Asia Menor, capitaneadas por el comandante abásida Mu'nis al-Jadim (Munis al-Muzafar). En agosto, Suml, emir de Tarso, encabezó un ataque de gran envergadura que penetró en territorio bizantino hasta Ancira (posterior Ankara) y Amorio de la que retornó con 136 000 prisioneros, cuyo rescate rindió igual número de dinares de oro. Mientras tanto, los bizantinos se empeñaban en contender con el emir de Azerbaiyán en el sur de Armenia, donde obtuvieron varias victorias y rindieron las fortalezas de Perkri y Mancicerta. Seguidamente marcharon sobre Mesopotamia y volvieron a conquistar Samósata.
Los habitantes de Melitene solicitaron urgente ayuda a los gobernantes hamdanidas de Mosul, obteniendo como respuesta que el emir Said ibn Hamdan atacara a los bizantinos, obligándolos a retirarse de Samósata y, en noviembre de 931, la guarnición que custodiaba Melitene también se retiró. Sin embargo, Said no se hallaba en condiciones de permanecer en la zona, ni de mantener una guarnición eficaz en la ciudad, y cuando volvió a Mosul, los bizantinos retornaron y reanudaron el bloqueo de Melitene, así como la política de tierra quemada.
Durante el año 932, los enfrentamientos contra los árabes tuvieron que suspenderse debido a dos revueltas en el Tema opsiciano, lideradas por un renegado llamado Basilio. En 933, Curcuas retomó los ataques contra Melitene, y Mu'nis al-Jadim envió tropas para socorrer a la ciudad asediada. En las escaramuzas que siguieron, los bizantinos vencieron, hicieron abundantes prisioneros y obligaron a los árabes a replegarse. A comienzos de 934, Curcuas atravesó la frontera al frente de cincuenta mil hombres y marchó contra Melitene, que en esta ocasión no recibió ayuda de los Estados musulmanes, más preocupados por los tumultos que siguieron a la deposición del califa abásida Al-Qáhir. Posteriormente, los bizantinos reconquistaron Samósata y cercaron Melitene.
La noticia de la llegada de tropas bizantinas produjeron la huida de muchos habitantes y el hambre obligó a los que se quedaron a rendirse el 19 de mayo de 934. Conocedor de las rebeliones del pasado, Curcuas solo autorizó que permaneciesen en la localidad a los habitantes que profesaban la religión cristiana o aquellos que aceptaran convertirse –lo cual muchos hicieron– y se expulsó a los musulmanes restantes, entregándoles salvoconductos. Melitene pudo ser incorporada al Imperio bizantino y la mayor parte de su fértil tierra se transformó en propiedad imperial (kouratoreia). Romano I tomó esta medida inusual para evitar que la poderosa aristocracia latifundista de Anatolia se adueñara de la provincia, además de ser una forma de aumentar la presencia y control imperiales sobre los nuevos territorios fronterizos, de vital importancia estratégica.

### Ascenso de los hamdánidas

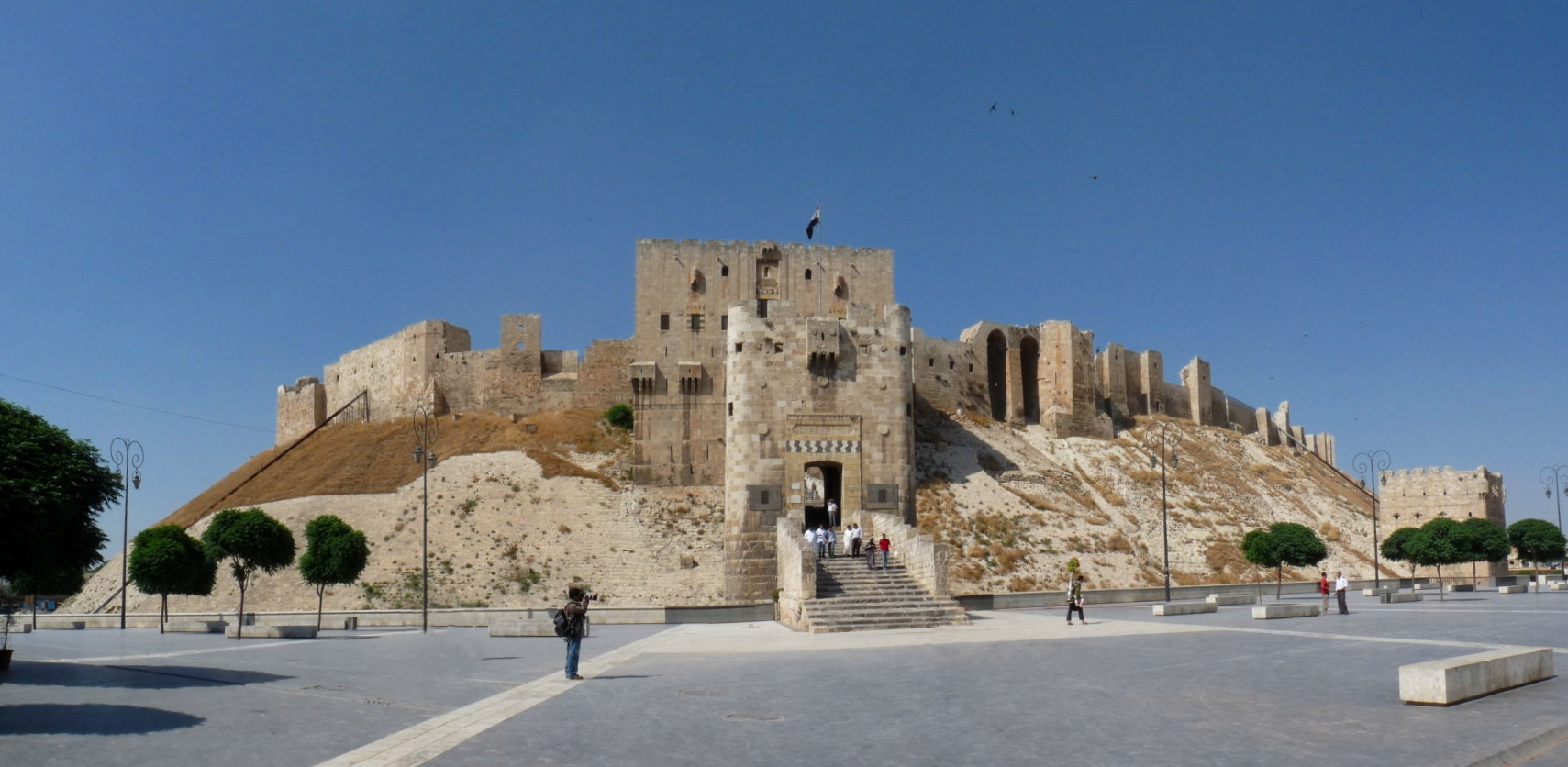
La ciudadela de Alepo, capital del emir hamdánida Sayf al-Dawla.

La caída de Melitene constituyó un gran revés para el mundo musulmán de la época, pues representó la primera vez que una ciudad importante había sido conquistada e incorporada al Imperio bizantino. Curcuas continuó sus triunfos sometiendo parte de la región de Samósata en 936 y arrasando completamente la urbe. Hasta 938, la parte oriental del Imperio permaneció relativamente tranquila dado que, según los historiadores, estaban probablemente enfrascados en la pacificación de Melitene, mientras que los emiratos árabes, privados del potencial apoyo del califato, eran reacios a provocarlos.
Con el declive del califato y su evidente incapacidad para defender sus provincias fronterizas, una nueva dinastía, los hamdánidas, emergió como la principal antagonista del Imperio bizantino en la región septentrional de Mesopotamia y Siria. Los hamdánidas estaban acaudillados por Nasir al-Dawla («Defensor del Estado»), y por su hermano  Sayf al-Dawla («Espada del Estado»). Aproximadamente en 935, la tribu árabe de los Banu Habib, vencida por los hamdánidas, desertó, se pasó al bando bizantino, se convirtió al cristianismo y puso doce mil hombres a disposición del imperio. La tribu se desplegó a lo largo del margen occidental del Éufrates con la misión de guardar cinco nuevos temas allí creados: Melitene, Charpezikion, Asmosaton (Arsamosata), Derzene y Cozano.

Territorios hamdánidas en 955.

El primer enfrentamiento bizantino con Sayf al-Dawla tuvo lugar en el año 936, cuando intentó socorrer Samósata, pero una revuelta en su país lo obligó a replegarse. En otra invasión en 938, el hamdánida capturó el fuerte de Charpete y derrotó a la vanguardia de Curcuas, con lo que se apoderó de un gran botín y les obligó a retirarse. Ese mismo año, se firmó un acuerdo de paz entre Constantinopla y el califato, luego de negociaciones motivadas por el creciente poder de los hamdánidas, que causaba preocupación a los dos bandos. A pesar del hecho de que oficialmente había paz con el califato, continuaron registrándose refriegas aisladas entre los bizantinos y los gobernantes musulmanes regionales, apoyados ya por los hamdánidas. Los bizantinos intentaron sitiar Teodosiópolis en 939, pero tuvieron que abandonar el cerco al saberse de la aproximación de las fuerzas enviadas por Sayf al-Dawla, con el propósito de socorrer a las fuerzas defensoras.
En esa época, los bizantinos habían capturado Arsamosata y otros lugares de importancia estratégica en las montañas del suroeste de Armenia, lo que representaba una amenaza directa para los emiratos musulmanes alrededor del lago de Van. Para invertir la situación, en 940 Sayf al-Dawla emprendió una campaña partiendo de Martirópolis (Silvan), cruzó el paso de Bitlis y entró en Armenia, donde capturó varias fortalezas y aceptó el sometimiento de varios señores locales, tanto musulmanes como cristianos. Arrasó las posesiones bizantinas alrededor de Teodosiópolis y asedió Colonea (Aksaray), hasta que Curcuas llegó con un ejército y lo obligó a retirarse. Sin embargo, Sayf no fue capaz de continuar sus campañas contra el Imperio, pues hasta 945 los hamdánidas estuvieron ocupados con los acontecimientos internos en el califato y con la guerra contra sus rivales, los búyidas y los ijshídidas de Siria.

### Incursión de los rus de 941

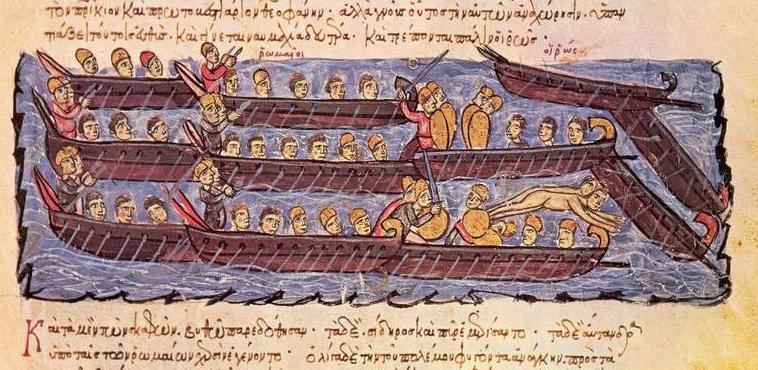
Los bizantinos repelen el ataque de los rus en Constantinopla. Manuscrito Madrid Skylitzes.

La distracción de los abásidas con los hamdánidas fue providencial para el Imperio bizantino. A principios del verano de 941, Curcuas se preparaba para reanudar la campaña en el oriente, pero desvió su atención debido a un hecho inesperado: la aparición de una flota de rus que asoló los alrededores de la misma Constantinopla. El ejército y la marina imperiales se encontraban entonces ausentes de la capital y la presencia de la flota extranjera causó pánico en la población. Se formó una improvisada escuadra de viejos barcos armados con fuego griego, puestos bajo el mando del protovestiarios Teófanes, quien derrotó a la flota enemiga el 11 de junio y los obligó a abandonar su avance hacia la ciudad. Los rus supervivientes desembarcaron en las costas de Bitinia y saquearon los campos, que carecían de defensa.
El patricio Bardas Focas el Viejo se dirigió a la zona con las tropas que pudo reunir para detener a los asaltantes, esperando la llegada del ejército de Curcuas. Cuando llegó, cayó sobre los desprevenidos rus, que se habían dispersado para saquear el campo, e hizo una gran carnicería. Los supervivientes se retiraron a sus naves e intentaron atravesar el mar para huir a Tracia al amparo de la noche, sin embargo, la armada bizantina pudo darles caza y aniquilarlos.

### Campañas en Mesopotamia para recuperar el Mandylion

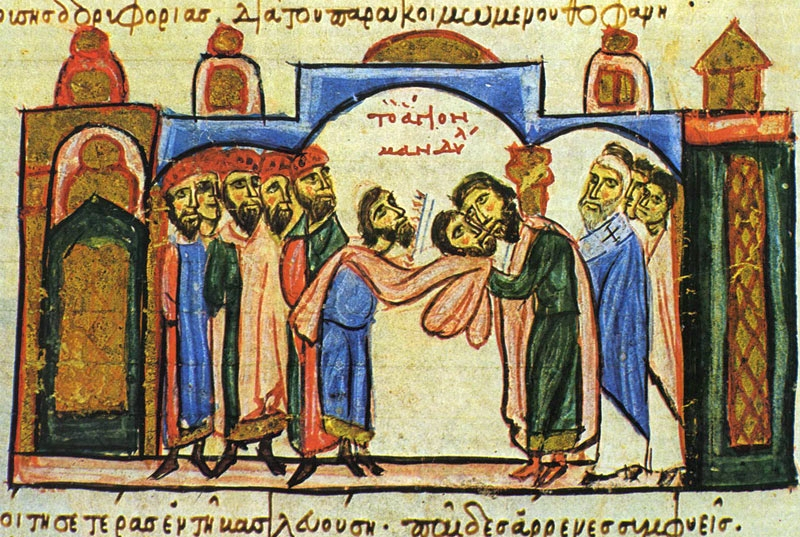
Habitantes de Edesa entregan el Mandylion al parakoimomenos Teófanes. Manuscrito Madrid Skylitzes.

En enero de 942, Curcuas lanzó una nueva campaña en oriente que duró tres años. En el primer avance, cayó sobre el territorio de Alepo; las fuentes árabes refieren la captura de diez a quince mil prisioneros por parte de los bizantinos. A pesar de un breve contraataque que Suml lanzó desde Tarso, Curcuas emprendió una nueva invasión en otoño. Al frente de un ejército excepcionalmente grande de unos ochenta mil hombres, cruzó desde la aliada Taron e ingresó por el norte de Mesopotamia. Mayafiriqin, Amida (más tarde llamada Diyarbakır), Nísibis y Dara, lugares que no veían bizantinos desde los tiempos de Heraclio trescientos años antes, fueron atacados y saqueados.
El verdadero objetivo de estas campañas era Edesa, el lugar donde se encontraba el Mandylion, un lienzo que se creía que Jesucristo había empleado para limpiarse el rostro y en el que dejó impresa su imagen, más tarde ofrecido al rey Abgaro V de Edesa. Para los bizantinos, especialmente tras el periodo iconoclasta y el restablecimiento de la veneración de imágenes, el Mandylion era una reliquia con un profundo significado religioso, cuya captura traería al régimen de los Lecapenos un gran aumento de popularidad y legitimidad.
Curcuas atacó Edesa desde 942 y devastó los campos cercanos a la ciudad, tal como había hecho en Melitene. Finalmente, el emir aceptó firmar la paz y jurar no volver a tomar las armas contra el Imperio bizantino, a la vez que entregó el Mandylion como pago por la liberación de doscientos prisioneros. Se llevó el lienzo a Constantinopla, donde llegó el 15 de agosto de 944, día en que se celebraba la Dormición de la Theotokos. Se organizó una entrada triunfal para la venerada reliquia, que se depositó finalmente en la iglesia de Virgen de Faros, la capilla del Gran Palacio de Constantinopla. Curcuas concluyó la campaña saqueando Macedonópolis (posteriormente denominada Birecik) y Germanicia (luego Kahramanmaraş).

### Despido y recuperación del favor imperial

Mapa animado de la evolución de las fronteras del Imperio bizantino.

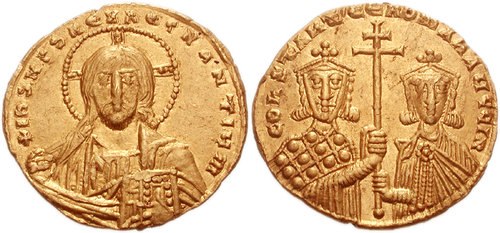
Sólido de oro de Romano II y de su padre Constantino VII.

Los dos hijos mayores del monarca, los coemperadores Esteban y Constantino, celosos de Curcuas, habían intentado desacreditarlo en el pasado, aunque sin éxito. Esto hacía inminente, a pesar de sus triunfos, la caída de Juan y la de Romano I Lecapeno.
Luego de sus victorias en oriente, Romano I consideró emparentar a su general de confianza con la familia imperial mediante el matrimonio de su nieto, el futuro Romano II, hijo de su yerno y coemperador Constantino VII Porfirogéneta, con la hija de Curcuas, Eufrosina. Aunque tal unión hubiese consolidado la lealtad del ejército y fortalecido la posición de la línea dinástica macedónica representada por Constantino, también habría socavado las pretensiones imperiales de los hijos de Romano. Como era de esperarse, tanto Esteban como Constantino se opusieron a la pretendida boda y consiguieron el despido de Curcuas en el otoño de 944, contribuyendo a esto el hecho de que Romano I ya estaba bastante viejo y enfermo.
Su reemplazo, un tal Panterio, fue casi inmediatamente derrotado por Sayf al-Dawla en diciembre, mientras se encontraba en campaña cerca de Alepo. El 6 de diciembre, Esteban y Constantino depusieron a su padre y lo confinaron a un monasterio ubicado en la isla de Prote. Algunas semanas después, otro golpe de Estado derrocó a los jóvenes Lecapenos y restauró la autoridad imperial de Constantino VII. Aparentemente, Curcuas volvió rápidamente a contar con el favor imperial, lo cual se deduce del hecho que Constantino le otorgó dinero para reparar su palacio, dañado por un terremoto. Existen registros de que en 946 se lo habría enviado junto con el magister officiorum Cosmas para negociar un intercambio de prisioneros con los árabes de Tarso. Sin embargo, no se tiene más registro de él en fechas posteriores.
La caída de los Lecapenos marcó el fin de una era en términos de personalidades, pero continuó la política expansionista iniciada por Curcuas; lo sucedió como doméstico de las escolas Bardas Focas el Viejo, a quien le siguió Nicéforo Focas, que reinó como el emperador Nicéforo II, entre 963 y 969, y Juan I Tzimisces, sobrino nieto de Curcuas, emperador entre 969 y 976. Todos ellos expandieron las fronteras bizantinas hacia oriente, al recuperar Cilicia, el norte de Siria y Antioquía, además de convertir al Emirato de Alepo en protectorado bizantino, hacia fines del siglo X.

## Legado

Mapa de la región del Cáucaso entre 884 y 962. Curcuas conquistó gran parte de los territorios orientales de Cesarea.

Se considera que Juan Curcuas fue uno de los jefes militares más brillantes del Imperio bizantino. Los cronistas lo aclamaron como el general que devolvió la frontera imperial al Éufrates. Curcuas es aclamado como un «segundo Trajano o Belisario» en una historia contemporánea de siete volúmenes escrita por un protospatario (jefe de la guardia personal bizantina) llamado Miguel. Aunque perdida, se conserva un breve resumen en la Teófanes Continuatus.
Es cierto que su éxito militar se debió en parte a las acciones y estrategias de quienes lo antecedieron: Miguel III el Beodo (842-867) derrotó al Emirato de Melitene en la batalla de Lalakaon en 863; Basilio I (867-886) destruyó a los paulicianos en Téphrikè (más tarde Divriği); León VI el Sabio (886-912) creó el Tema de Mesopotamia, que se revelaría estratégicamente vital; y la emperatriz Zoe Karbonopsina (914-919) extendió la influencia bizantina nuevamente en Armenia y creó el Tema de Licando. Pero Curcuas y sus campañas fueron las que cambiaron definitivamente el equilibrio de fuerzas a favor de los bizantinos en la zona norte de Oriente Próximo, al asegurar las provincias fronterizas contra las incursiones árabes y al convertir al Imperio en una potencia expansionista.
En palabras del historiador Steven Runciman:

Un general menos brillante... podría haber expulsado a los sarracenos del imperio y defendido eficazmente sus fronteras; pero [Curcuas] hizo aún más. Infundió un nuevo espíritu en los ejércitos imperiales, y los dirigió victoriosamente a lo profundo del país de los infieles. La extensión efectiva de sus conquistas no fue muy grande, pero sí lo suficiente para revertir los roles ancestrales de Bizancio y los árabes. Bizancio ahora era el agresor... [Curcuas] fue el primero de una serie de grandes conquistadores, y por serlo, es digno de elogio.